# I WANNA GO
「I WANNA GO」（アイ・ワナ・ゴー）は、日本の女性歌手、華原朋美の9枚目のシングル。2枚目のアルバム『storytelling』からのシングルカットで、小室哲哉プロデュースによる楽曲である。

## 解説
- アルバム収録の「I wanna go」とは違い、Aメロの低めのラジオ・トーンの声が後方に下がり、オクターブが上のヴォーカルメロディーが重ねられた。全体的にアナログシンセサイザー・エレクトリックピアノが前面に押し出された構成で [Single Mix] としてアレンジされた。タイトル表記は全大文字に改められた[1]。
- 小室と華原の「普段離れている二人がどこかに行ってゆっくりしたい」という心境がそのまま詞になった[2]。
- 三貴「銀座ジュエリーマキ エステートツインジュエリー」のTV-CFイメージソングに使用された。
- 1998年3月27日に出演した『ミュージックステーション』では、「I WANNA GO」「YOU DON'T GIVE UP」のメドレーを歌い、視聴者の小室との共演がまた見たいとのリクエストに応えて小室がピアノ&コーラスで参加した。テレビで「I WANNA GO」が歌われたのはこの時のみである。

## 収録曲
1. I WANNA GO [Single Mix]
2. I WANNA GO [Candle Lights Mix]
3. I WANNA GO [Instrumental with vocoder]

## 収録アルバム・PV集
オリジナル・アルバム
- storytelling（2ndアルバム）
  - I wanna go

ベスト・アルバム
- kahala compilation
  - I WANNA GO [Single Mix]
- Best Selection
  - I WANNA GO [Single Mix]
- Super Best Singles 〜10th Anniversary〜
  - I WANNA GO [Single Mix]
- ALL TIME SINGLES BEST
  - I WANNA GO [Single Mix]

PV集
- 「very best of MUSIC CLIPS」EXTRA TRACK（DVD）

## カバー
- 1999年、安室奈美恵らが所属するライジングプロダクション（現・ヴィジョンファクトリー）からデビューした女性3人組のヴォーカル&ダンスグループ・AN-Jがこの曲をカバーし、1999年5月19日にデビューシングルとして「笑顔が見える場所〜I WANNA GO〜」をリリース、TBS系連続ドラマ『週末婚』の主題歌に起用された。なお、このカバーを元モーニング娘。の高橋愛は芸能界デビュー前にNHKジュニアのど自慢で歌っている。